# Actinidiaceae
Famille
Classification APG III (2009)
La famille des Actinidiaceae (Actinidiacées) comprend 350 espèces réparties en 3 genres.
Ce sont des arbres, des arbustes ou des lianes, originaires d'Asie du Sud-Est et du nord de l'Australie.
On peut citer le genre Actinidia auquel appartient la liane produisant les kiwis (Actinidia deliciosa) ou groseille de Chine. Certaines espèces sont cultivées comme plantes ornementales.

## Étymologie
Le nom vient du genre type Actinidia, dérivé du grec ακτιϛ, ακτινοϛ  / aktis, aktinos', qui signifie « rayon », en référence aux styles des fleurs femelles se déployant comme les rayons d'une roue. Le nom d'Actinidia a été donné en premier par le botaniste français Jules Emile Planchon en 1847.

## Classification
La classification phylogénétique situe la famille des Actinidiaceae dans l'ordre des Ericales.

## Liste des genres
Selon Angiosperm Phylogeny Website (12 nov. 2015), NCBI (12 nov. 2015) et DELTA Angio (12 nov. 2015) :
- Actinidia
- Clematoclethra (en)
- Saurauia

Selon ITIS (12 nov. 2015) :
- Actinidia Lindl.

## Liste des espèces
Selon NCBI (25 juin 2010) :
- genre Actinidia
  - Actinidia arguta
  - Actinidia arisanensis
  - Actinidia callosa
  - Actinidia chinensis
  - Actinidia chrysantha
  - Actinidia cylindrica
  - Actinidia deliciosa
  - Actinidia eriantha
  - Actinidia farinosa
  - Actinidia fulvicoma
  - Actinidia glaucophylla
  - Actinidia grandiflora
  - Actinidia guilinensis
  - Actinidia hemsleyana
  - Actinidia henanensis
  - Actinidia hubeiensis
  - Actinidia indochinensis
  - Actinidia kolomikta
  - Actinidia lanceolata
  - Actinidia latifolia
  - Actinidia lijiangensis
  - Actinidia macrosperma
  - Actinidia melanandra
  - Actinidia melliana
  - Actinidia persicina
  - Actinidia polygama
  - Actinidia rubricaulis
  - Actinidia rufa
  - Actinidia sabiifolia
  - Actinidia setosa
  - Actinidia styracifolia
  - Actinidia valvata
  - Actinidia zhejiangensis
  - Actinidia sp. Morgan s.n.
- genre Clematoclethra
  - Clematoclethra lasioclada
  - Clematoclethra scandens
- genre Saurauia
  - Saurauia napaulensis
  - Saurauia tristyla
  - Saurauia zahlbruckneri